# 哈布靈山
47°14′01″N 14°28′19″E / 47.233717°N 14.471843°E
哈布靈山（德語：Habring），是奧地利的山峰，位於該國東南部，由施泰爾馬克州負責管轄，屬於博克斯魯克山的一部分，海拔高度1,497米，每年平均降雨量1,632毫米。